# جيسي (مصارع)
 تيري راي غوردي  (بالإنجليزية: Ray Gordy)‏ مصارع أمريكي محترف ولد في (23 مارس 1979), كان يصارع في الدبليو دبليو أي تحت اسم  جيسي  وسلام ماستر، وقد كان في عرض سماك داوون، وقد كان يشكل فريق مع المصارع فيستوس منذ سنة 2007 حتى غاية 2008 , وفي يوم 24 يوليو فاز أول مباراة فردية منذ أنفصاله من فيستوس على تشارلي هاز، وبعدها أتحد مع جيمي ونغ يونغ وواجهو ذا هارت داينستي ولكنهما خسرو المبارة، وفازو أول مرة على مايك نوكس وتشارلي هاز، وبعدها في راسلمينيا شارك في باتل رويل 26 مصارع حيث كان زميله السابق فيستوس تحت اسم لوك جالوس ولكنهما لم يفوزا حيث فاز بها يوشي تاتسو 

أنتها عقده في يوم 22 أبريل 2010 من الدبليو دبليو أي، وبعدها أعتزل غوردي المصارعة وهو الآن ضابط شرطة في أتلانتا، جورجيا، وقد كان أبوه مصارعا في السابق.

## وصلات خارجية
- جيسي على موقع IMDb (الإنجليزية)
- جيسي على موقع WrestlingData.com (الإنجليزية)
- جيسي على موقع CageMatch worker (الإنجليزية)
- جيسي على موقع قاعدة بيانات المصارعة على الإنترنت (الإنجليزية)
- جيسي على موقع عالم المصارعة على الإنترنت (الإنجليزية)
- جيسي على موقع عالم المصارعة على الإنترنت (الإنجليزية)